# Jari Mäenpää
Pour les articles homonymes, voir Mäenpää.
Jari Mäenpää, né le 23 décembre 1977, est un chanteur et guitariste finlandais. Il est principalement connu pour être le fondateur, claviériste, guitariste et chanteur du groupe de death metal mélodique Wintersun. Il a également été le chanteur d'Ensiferum de 1996 à 2004.  

## Biographie
Jari Mäenpää naît le 23 décembre 1977. Dès son adolescence, il commence à jouer de la guitare, du clavier et à chanter. C'est également durant cette période qu'il commence à composer. 
Après avoir quitté le groupe Immemorial, il intègre Ensiferum en 1996 en tant que chanteur et guitariste. En 1997, Mäenpää est contraint de mettre sa carrière musicale en pause pour prendre part au service militaire obligatoire en Finlande. Il admet ne pas aimer cette période de sa vie, et suspecte même ce service militaire comme responsable d'une tuberculose qui l'a contaminé. À la suite de cela, il intègre le projet Arthemesia en 1998 comme claviériste, guitariste et chanteur et prend le nom de scène Arbaal. Il quittera le groupe en 2006.
Il forme Wintersun en 2003 comme un projet parallèle, mais en janvier 2004, il est forcé de quitter Ensiferum en raison de heurts entre leur horaire de tournée et les sessions d'enregistrement studio.
Il sera la première guitare de Wintersun jusqu'en 2017 où il laissera la place à Asim Searah, pour endosser le rôle de chanteur du groupe, changement dû à des raisons techniques. C'est cependant lui qui enregistre chaque ligne de guitare sur The Forest Seasons, 3e album du groupe sorti en 2017, accompagné de son camarade Teemu Mäntysaari à la guitare rythmique. 

## Équipements
- Tokai Telecaster
- Ibanez JEM
- Ibanez PGM300
- Jackson Dinky
- Mesa Boogie Triaxis
- Peavey 5150
- Daemoness Jari Mäenpää Signature [4]

## Discographie

### AvecArthemesia
- 1999 : The Archaic Dreamer (démo)
- 2001 : Devs - Iratvs
- 2002 : Promon 02AB (démo)

### AvecEnsiferum
- 1997 : Demo I
- 1999 : Demo II
- 1999 : Hero in a Dream
- 2001 : Ensiferum
- 2004 : Iron

### AvecWintersun
- 2004 : Wintersun
- 2012 : Time I
- 2017 : The Forest Seasons
- 2024 : Time II